# Wu (Sun Jian)
Frau Wu (chinesisch 吳, Geburtsname unbekannt; † 202) war die dritte Gemahlin des Han-Generals Sun Jian. Sie verlor schon früh ihre Eltern und lebte mit ihrem jüngeren Bruder Wu Jing zusammen. Als Sun Jian von ihrer Schönheit und ihrem Wesen erfuhr, wollte er sie zur Frau nehmen, aber die Wu-Familie war gegen diese Verbindung, weil sie in Sun Jian einen Abenteurer und Vagabunden sah. Als Frau Wu sah, wie wütend Sun Jian über diese Ablehnung war, fragte sie ihre Verwandten: „Warum wollt ihr der Liebe eines jungen Mädchens wegen eine Katastrophe über euch bringen? Wenn er sich als eine schlechte Wahl herausstellt, ist es nur mein Schicksal.“ So vermählte sich Sun Jian mit ihr.
Frau Wu gebar ihrem Mann vier Söhne: Sun Ce, Sun Quan, Sun Yi und Sun Kuang. Außerdem hatten die beiden eine Tochter: Sun Shangxiang. In Luo Guanzhongs Roman Die Geschichte der Drei Reiche spielt Frau Wu eine wichtige Rolle bei der Vermählung ihrer Tochter mit dem Warlord Liu Bei. Sie bestärkt damit das Bündnis zwischen Letzterem und Sun Quan.
| Personendaten    | Personendaten         |
| ---------------- | --------------------- |
| NAME             | Wu                    |
| ALTERNATIVNAMEN  | Frau Wu; Lady Wu      |
| KURZBESCHREIBUNG | Gemahlin von Sun Jian |
| GEBURTSDATUM     | 2. Jahrhundert        |
| STERBEDATUM      | 202                   |